# Università della Lettonia
L'Università della Lettonia, anche citata come Università di Lettonia, (in lettone Latvijas Universitāte), è un'università statale di Riga, in Lettonia, fondata nel 1919.
L'università si posizionava nella fascia 651-700 nel mondo secondo il QS World University Rankings 2016 e nel 2013 era al quarto posto tra gli stati delle repubbliche baltiche dopo l'Università di Tartu, l'Università tecnica di Tallinn, e l'Università di Vilnius.
L'università offre corsi di laurea e post laurea con dottorati e ad ottobre 2014 contava più di 14000 iscritti (inclusi studenti, dottorandi e studenti di altre università frequentanti i corsi). Quasi un terzo di essi studiava in corsi di ambito economico.

## Storia

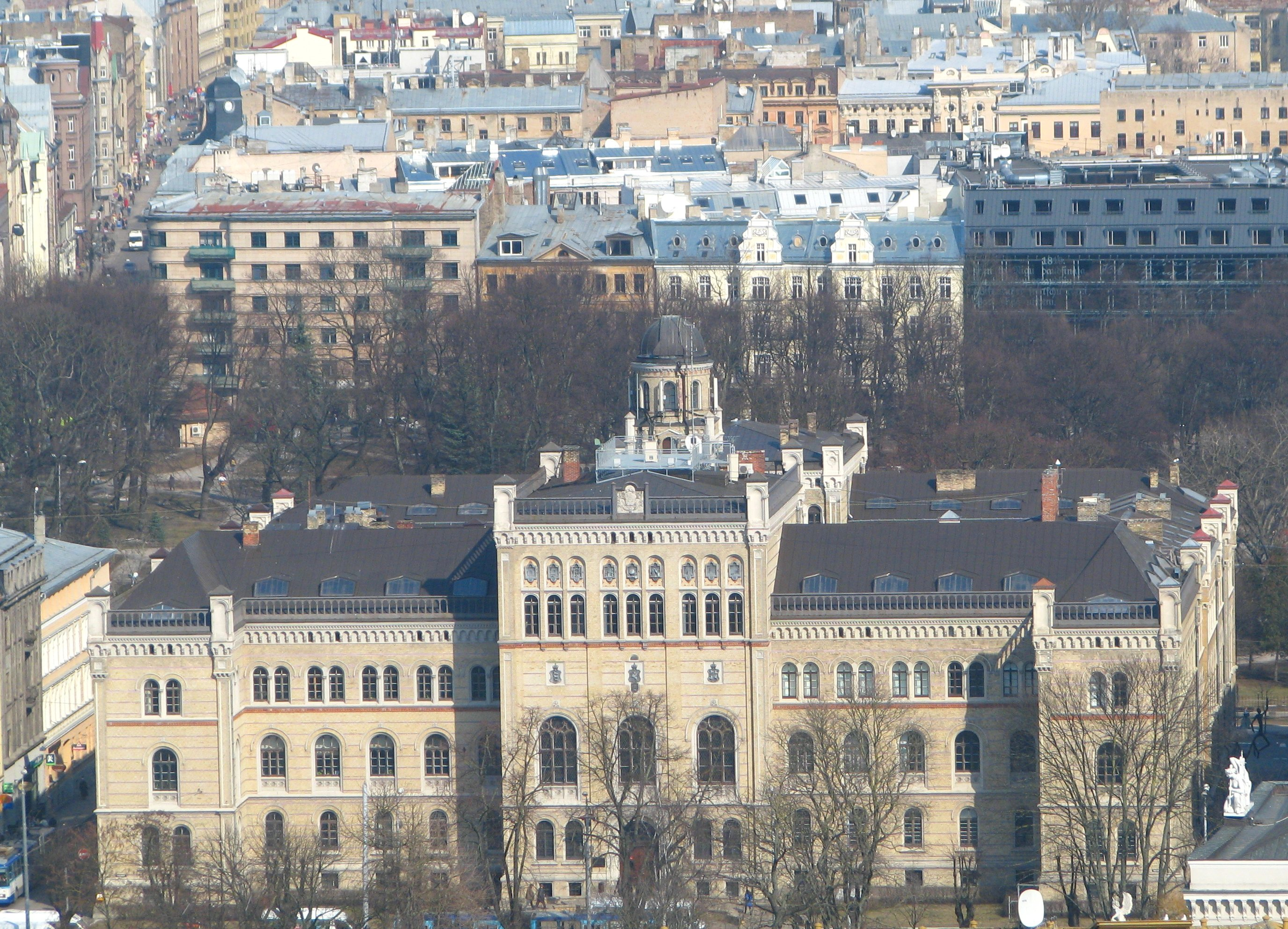
Edificio principale, originariamente costruito per l'Istituto politecnico di Riga

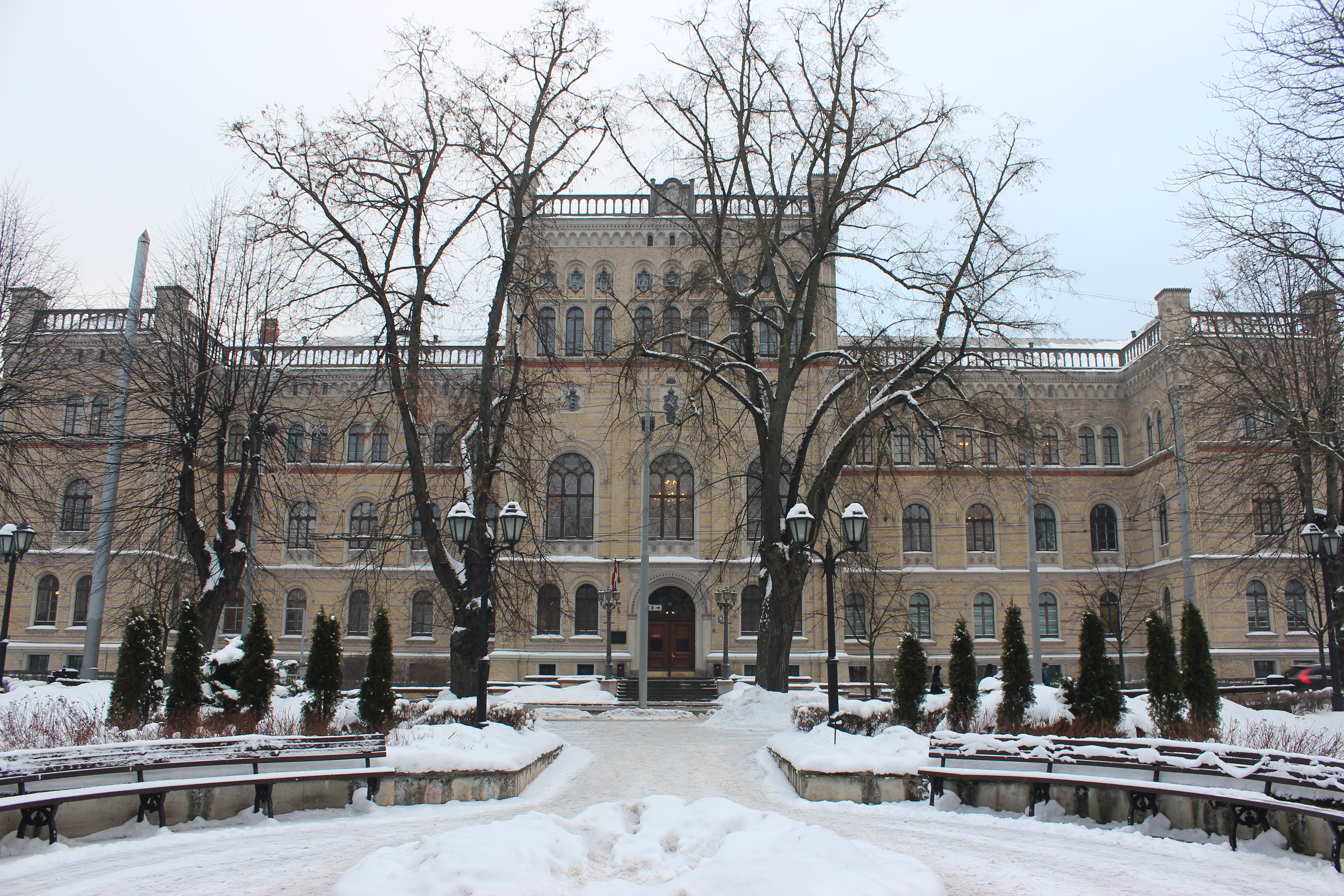
Edificio principale in inverno

L'Università della Lettonia, a quel tempo chiamata "Scuola superiore di Lettonia" (in lettone Latvijas Augstskola) fu fondata il 28 settembre 1919 negli edifici del più antico Politecnico di Riga (fondato nel 1862), in viale Raiņa 19 nel periodo in cui lo stato aveva ottenuto l'indipendenza alla fine della prima guerra mondiale. Il primo rettore dell'università fu il chimico Paul Walden. Nel 1923 la scuola fu rinominata come Università della Lettonia (Latvijas Universitāte).
Nel periodo 1919-1940, l'università era il maggiore centro di educazione, scienza e cultura in Lettonia e fu anche il primo istituto di educazione superiore con lezioni in lingua lettone. Nell'anno accademico 1937/38 dei 6780 studenti, l'86% era lettone, il 6,4% ebreo, il 3,8% tedesco, il 2,8% russo, lo 0,4% polacco, lo 0,3% lituano, lo 0,3% estone e l'1% di altre nazionalità. Durante gli anni della seconda guerra mondiale l'università fu riorganizzata, così come durante il periodo di appartenenza della Lettonia all'Unione Sovietica ma non venne mai chiusa.
Nel 1991, dopo la recuperata indipendenza della Lettonia, il Concilio Supremo della repubblica confermò la Costituzione della Università della Lettonia il 18 settembre 1991. Essa stabiliva che la scuola superiore era "un'istituzione statale di educazione accademica, scienza e cultura che serve ai bisogni della Lettonia e del popolo". Insieme alla Costituzione, la bandiera, l'inno, l'emblema dell'Università, la catena e le vesti ufficiali del rettore e del vicerettore e dei presidi vennero rinnovati come attributi della Università.

## Facoltà e organizzazione
L'università ha 13 facoltà:
1. Facoltà di Biologia;
2. Facoltà di Chimica;
3. Facoltà di Fisica e Matematica;

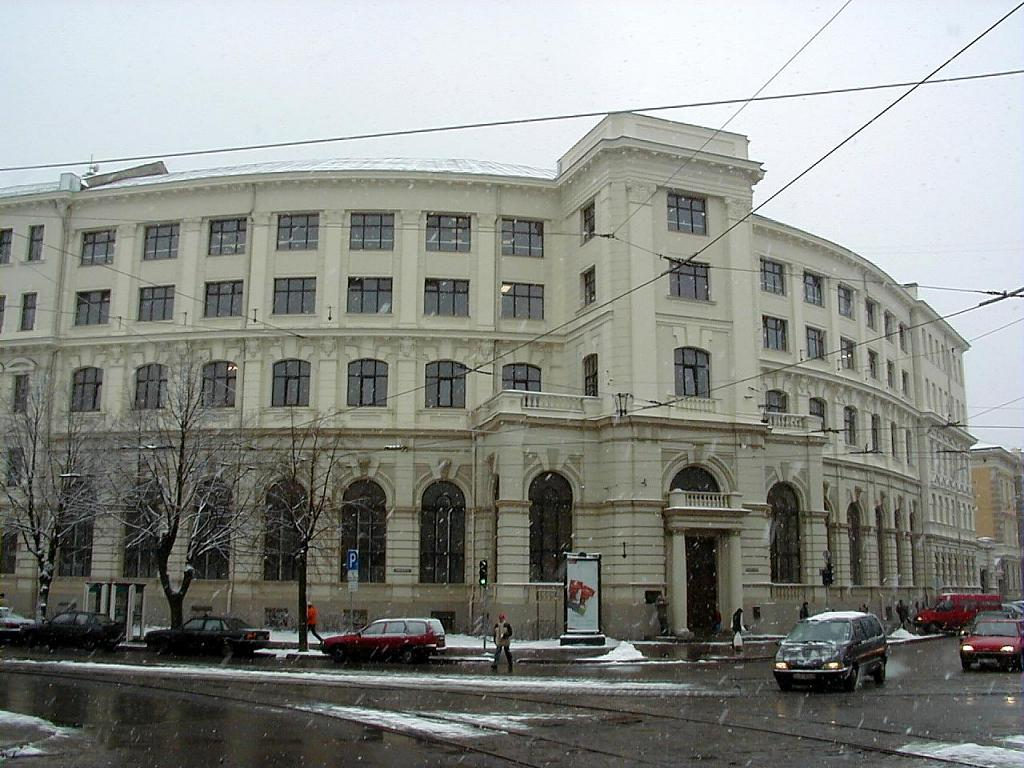
Facoltà di Economia e Management

4. Facoltà di Economica e Management;
5. Facoltà di Scienze dell'Educazione, Psicologia e Arte;
6. Facoltà di Geografia e Geologia;
7. Facoltà di Storia e Filosofia;
8. Facoltà di Giurisprudenza;
9. Facoltà di Medicina;
10. Facoltà di Scienze Umane;
11. Facoltà di Scienze sociali;
12. Facoltà di Teologia;
13. Facoltà di Informatica.

Oltre alle facoltà e al Collegio di Medicina di Riga (Rīgas Medicīnas koledža), l'università offre altre strutture tra cui varie biblioteche, laboratori, una scuola di lingue e un career center.